# Gaussicia gaussi
Gaussicia gaussi är en kräftdjursart som först beskrevs av G. W. Müller 1908.  Gaussicia gaussi ingår i släktet Gaussicia och familjen Halocyprididae.

## Underarter
Arten delas in i följande underarter:
- G. g. curilensis
- G. g. gaussi